# Reign of the Supermen
Reign of the Supermen (titulada La muerte de Superman, parte 2: el reinado de los superhombres en España, y Reino de los Supermanes en Hispanoamérica) es una película de animación de superhéroes de 2019 producida por Warner Bros. Animation y DC Entertainment y distribuida por Warner Home Video Entertainment. Reign of the Supermen es una secuela directa de la película de animación La muerte de Superman, estrenada un año antes, y basada en el cómic homónimo. Es la décima tercera película del Universo de películas animadas de DC, y la trigésima tercera de las Películas animadas originales del Universo DC. La película fue lanzada el 15 de enero de 2019 en descarga digital y Blu-ray.

## Argumento
Seis meses después de la muerte de Superman luego de que este derrotara a Doomsday, aparecen cuatro nuevas versiones del héroe: Superboy, Acero, Cyborg Superman y el Erradicador. Cada uno de ellos es diferente en sus personalidades y en su estilo de lucha contra el crimen en comparación con el original Hombre de Acero, dejando al mundo cuestionándose si alguno de ellos es el verdadero Superman que regreso a la vida. Lois Lane, aún aturdida por la muerte de Clark, decide investigar y comienza teniendo una reunión con la Mujer Maravilla, donde hablan sobre su relación personal con Clark y Lois la interroga sobre si la Liga de la Justicia tiene información sobre estos nuevos héroes. Sin embargo, la Mujer Maravilla lo desconoce y agrega que confidencialmente la muerte de Superman dejó un gran vacío que de la Liga ha podido llenar. Ambas se despiden como amigas.
Lex Luthor celebra una conferencia de prensa en la cual presenta a Superboy como el verdadero Superman, patrocinado y financiado por LexCorp. Lois asiste a la conferencia, junto con Henry Irons, y se adentra en uno de los laboratorios dentro de LexCorp. Allí Lois descubre del científico Dabney Donovan que Superboy es un clon de Superman. De repente, la conferencia es atacada por el Erradicador, que busca erradicar a Luthor. Superboy y más tarde Steel intentan detenerlo solo para ser derrotados, hasta la llegada oportuna de Cyborg Superman, quien lucha y expulsa al Erradicador. Muchos lo ven como el verdadero Superman, enfureciendo a Luthor. Lois escribe una explicación que revela que Superboy es un clon y pregunta si todo los superhombres son falsos. Esto lleva a una reunión entre ella y Cyborg Superman, diciéndole que sabe que él no es el Superman que ella conocía y amaba.
Luthor, enojado porque Superboy no fue declarado el verdadero Superman, obliga a Superboy a ser una escolta de seguridad para la presidente de los Estados Unidos. Superboy pronto se enfrenta a la Liga de la Justicia cuando la presidente llega para lanzar la nueva Watchtower de la Liga. Se abre un tubo de luz y un grupo de parademonios aterrorizan el evento. Superboy es derrotado, pero la Liga de la Justicia se mantiene mientras Cyborg Superman salva a la Presidenta. El tubo de luz se derrumba y cae sobre la Liga aparentemente matándolos a todos. Con el Cyborg Superman declarado como el "verdadero" Superman, Luthor piensa en inyectar a Superboy con una sustancia fatal, revelando con enojo que Superboy es un clon tanto de Superman como de Luthor; sin embargo, Donovan lo convence de no destruir el único clon viable que habían logrado crear de Superman. En cambio, luego Luthor desata a los restantes clones fallidos para matar a Donovan. Mientras Cyborg Superman visita la tumba de Terri Henshaw, recibe un mensaje de Darkseid para comenzar. Lois y Irons se enteran de esta visita y descubren que Cyborg Superman es realmente Hank Henshaw.
Cyborg Superman anuncia su plan para una nueva Liga de la Justicia: un cibercorps, compuesto por personas normales que obtienen superpoderes con partes robóticas. Todos están de acuerdo, y aunque en principio tiene buenos resultados, muchos se convierten en drones en el proceso, perdiendo su humanidad. Lois reconoce la tecnología como de Apokolips y cuestiona la participación de Luthor, ya que ha robado la tecnología anteriormente. Acero se enfrenta a Intergang, los compradores de la tecnología de Luthor, solo para descubrir que han sido atacados por el Erradicador. Steel sigue la señal de las armas hasta la Fortaleza de la Soledad, mientras que Lois irrumpe en el ático de Luthor se encuentra con Superboy, quien revela que sabía que Luthor había tenido la intención de matarlo, cosa que a sacudido su lealtad hacia su "padre". Steel y el Erradicador pelean mientras Lois y Superboy, y más tarde Luthor reciben una llamada de vídeo de su pelea. Lois descubre que el Erradicador es una tecnología que protege a los kryptonianos, y se da cuenta de que el verdadero Superman está dentro de la Fortaleza. Superman es revivido y detiene la pelea. Al mismo tiempo que Lois y Luthor ven una transmisión desde la mente de Cyborg Superman, revelando a Darkseid y sus planes para invadir, y que el orquestó la muerte de Superman y la Liga en respuesta al fracaso de su intento interior. Lois y Luthor forman un plan justo cuando Superman, Steel y Superboy se dirigen a Metrópolis.
Cyborg Superman comienza la invasión, utiliza al cibercorps para abrir un tubo de luz gigante sobre Metrópolis cuando Lois se dirige dentro de la Watchtower y revela a Cyborg Superman que ella sabe quien es realmente. Cuando la Watchtower revela que el verdadero Superman se dirige hacia él, Henshaw traiciona a Darkseid y cierra el tubo de luz, deteniendo la invasión para que él personalmente asesine a Superman. Ordena a los drones que ataquen a Metrópolis justo cuando llega Superman. La batalla es de un solo lado, ya que Superman no tiene toda su fuerza, y Cyborg Superman revela que culpa a Superman por no estar allí para salvarlo a él y a su esposa del desastre del transbordador espacial Excalibur. Luthor usa una caja madre para liberar a la Liga de la Justicia, que en realidad fue encarcelada en otra dimensión, para ayudar a Steel y a Superboy a derrotar a los drones. Con Superman casi derrotado, Lois abre las contraventanas de la Watchtower para que los rayos amarillos del sol brillen sobre Superman, devolviéndole a su máxima potencia. Superman derrota a Henshaw con la ayuda de su "comodín", el Erradicador, en la forma de uno de los cristales de la Fortaleza que inyecta el programa del Erradicador en el cerebro de Henshaw y lo destruye desde dentro. Con Cyborg Superman muerto, la batalla termina cuando se desactivan los drones, aunque todas las personas que se convirtieron en drones mueren en el proceso.
Semanas más tarde, se revela que Clark Kent está vivo —con la historia de la portada de haber quedado varado fuera de la red durante el ataque de Doomsday—, y el verdadero Superman, que lleva un traje nuevo, es bienvenido de nuevo al mundo con los brazos abiertos. Más tarde, Clark le dice a Lois que Superboy, con el nuevo nombre de Conner, ahora vive con sus padres Jonathan y Martha Kent.
En una escena posterior a los créditos, la Liga de la Justicia se reúne en la Watchtower y acuerdan que para terminar la guerra con Darkseid deben ir a enfrentarlo en Apokolips. Se revela que la Liga ha invitado a regañadientes a Luthor unirse como su nuevo miembro.

## Reparto de voz
| Personaje                                                                     | Actor de voz       |
| ----------------------------------------------------------------------------- | ------------------ |
| Clark Kent / Superman / Cyborg Superman                                       | Jerry O'Connell    |
| Lois Lane                                                                     | Rebecca Romijn     |
| Lex Luthor                                                                    | Rainn Wilson       |
| Kon-El / Superboy                                                             | Cameron Monaghan   |
| John Henry Irons / Steel                                                      | Cress Williams     |
| Hank Henshaw / Cyborg Superman                                                | Patrick Fabian     |
| Bruce Wayne / Batman                                                          | Jason O soyara     |
| Mujer Maravilla / Princesa Diana                                              | Rosario Dawson     |
| Victor Stone / Cyborg                                                         | Shemar Moore       |
| Hal Jordan / Linterna Verde                                                   | Nathan Fillion     |
| Barry Allen / The Flash                                                       | Christopher Gorham |
| J'onn J'onzz / John Jones / Martian Manhunter Ron Troupe (Sin acreditar)      | Nyambi Nyambi      |
| Darkseid                                                                      | Tony Todd          |
| Bibbo Bibbowski                                                               | Charles Halford    |
| Eradicator                                                                    | Charles Halford    |
| Perry White                                                                   | Pedregoso Carroll  |
| Cat Grant                                                                     | Toks Olagundoye    |
| Jimmy Olsen Steve Lombard (Sin acreditar) Eric (Sin acreditar)                | Max Mittelman      |
| Jonathan Kent Trabajador del cementerio (Sin acreditar)                       | Paul Eiding        |
| Martha Kent Presidente Joan Dale(Sin acreditar) Ordenador de la Watchtower    | Jennifer Hale      |
| Dabney Donovan G. Gordon Godfrey (Sin acreditar) Snakey Doyle (Sin acreditar) | Trevor Devall      |
| Mercy Graves Becky (Sin acreditar) Sullivan (Sin acreditar)                   | Erica Luttrell     |

## Lanzamiento
Reign of the Supermen fue lanzado y distribuido por Warner Bros. Home Entertainment en Digital HD el 15 de enero de 2019. La versión en Blu-ray estaba originalmente planificado para ser lanzada el 29 de enero de 2019, pero fue adelantado para el enero 15.